# Федерация Мали
Федерация Мали́ (фр. Fédération du Mali) — зависимое (подобно британским доминионам) государство в составе Французского Сообщества, существовавшее в Западной Африке (макрорегионе Западный Судан) в конце 50-х — начале 60-х годов XX века.
Федерация Мали состояла из бывших колоний Французский Судан (Суданская республика, ныне государство Мали) и Сенегал (Республика Сенегал). Она была основана в 1959 году и просуществовала до 1960 года, когда её отдельным частям была предоставлена полная независимость. В 1958 желание присоединиться к планируемой федерации выражала также Верхняя Вольта, однако под давлением соседствующего с ней Берега Слоновой Кости она в конце концов отказалась от участия в Малийской федерации. Также некоторое время идею о создании и вхождении в федерацию поддерживало правительство Дагомеи. Площадь федерации составляла 1 436 190 км². Численность населения равнялась 6 млн. 900 тысячам человек (на 1960 год). Столицей федерации был Дакар. Название её должно было заменить привнесённое французами наименование страны Судан и традиционно напоминать о существовании на этой территории древней Империи Мали в XI—XVIII столетиях.
Председатель правительства федерации Модибо Кейта, выступая 17 января 1959 года перед Государственным собранием в Дакаре после принятия там Конституции страны, заявил: Мали — знаменитое имя, что принадлежит всей Западной Африке; символ могущества, способности к политической, административной, хозяйственной и культурной организации чёрного человека. Это слово, которое уже сейчас в сердцах и душах оставляет мистическую печать великой надежды будущего — Африканской нации! Государственное собрание Дакара! Своим голосованием вы заложили основание для единства Африки!
Политически создание Федерации Мали воплощало в жизнь панафриканские идеи негритюда.